# گزنه (قزوین)
گزنه (قزوین)، روستایی از توابع بخش کوهین شهرستان قزوین در استان قزوین ایران است.
دهیار:مقصود مددخانی

## جمعیت
این روستا در دهستان ایلات قاقازان غربی قرار دارد و براساس سرشماری مرکز آمار ایران در سال ۱۳۸۵، جمعیت آن ۱۳۵ نفر (۳۰خانوار) بوده‌است.